# Freddy Soto
"Mexikan-amerikanen" Freddy Soto, född 1970, död 10 juli 2005, var till största delen komiker, men också författare och skådespelare. Han föddes i Texas.
Freddys skämt som ståuppkomiker handlade främst om hans uppväxt och hans familj (pappan mest). Freddy Soto turnerade till exempel som en 'amigo' i gruppen "The Three Amigos" med Pablo Francisco och Carlos Mencia, i början av 2000-talet.
Soto dog en tidig död på grund av droger och alkohol.